# Naturdenkmal Rützen-Felsen
Das Naturdenkmal Rützen-Felsen mit einer Größe von 1,76 ha liegt südlich von Niedersfeld im Stadtgebiet von Winterberg. Das Gebiet wurde 2008 mit dem Landschaftsplan Winterberg durch den Hochsauerlandkreis als Naturdenkmal (ND) ausgewiesen. Zudem sind Teilbereiche ein gesetzlich geschütztes Biotop nach § 62 des Landschaftsgesetzes Nordrhein-Westfalen mit der Bezeichnung GB-4717-115 und einer Größe von 0,48 ha.
Beim ausgewiesenen Felsband handelt es sich um einen Ausläufer eines Diabasfelsbands. Der Felsen ist bis zu 10 m hoch. Eine Felsblockhalde ist nördlich vorgelagert. Ein Teil eines Kreuzwegs befindet sich im ND. Neben Felsbereichen mit Eichen befinden sich Ebereschenbereiche und Rotfichtenbereiche im ND. An den Felsbereichen kommt eine spezifische Feldflora mit Ausdauerndes Silberblatt und Tüpfelfarn vor.